# Estêvão Mansidão
Estêvão Mansidão de nome completo Estêvão António do Espírito Santo Mansidão (Alcochete, 11 de Agosto de 1940) foi um antigo jogador de futebol da selecção portuguesa. Jogava como defesa esquerdo.  

## Carreira
Representou o Belenenses e o Sporting de Braga. Conquistou uma Taça de Portugal.
Alcançou uma internacionalização. Fez o seu único jogo pela selecção nacional a 8 de Junho de 1967, contra a Noruega, em Oslo (vitória por 2-1).

## Títulos
- 1 Taça de Portugal